# Clifford Whittingham Beers
Clifford Whittingham Beers (ur. 30 marca 1876 w New Haven, zm. 9 lipca 1943 w Providence) – założyciel amerykańskiego ruchu higieny umysłowej, autor autobiograficznej książki Umysł, który sam siebie odnalazł (A Mind That Found Itself, 1908). Cierpiał na chorobę afektywną dwubiegunową. W 1909 roku założył National Committee for Mental Hygiene, działającą do dziś organizację (obecnie pod nazwą Mental Health America).